# Gustavo Aprile
Gustavo Aprile, vollständiger Name Gustavo Javier Aprile Retta, (* 10. August 1988 in Montevideo) ist ein ehemaliger uruguayischer Fußballspieler.

## Karriere

### Verein
Der 1,82 Meter große Mittelfeldakteur Aprile stand zu Beginn seiner Karriere seit der Apertura 2009 im Kader des uruguayischen Erstligisten Racing. In den Saisons 2009/10 und 2010/11 lief er in fünf bzw. elf Partien der Primera División auf. Ein Tor erzielte er nicht. Zur Spielzeit 2011/12 verließ er die Montevideaner und zog innerhalb der Stadtgrenzen zum Club Atlético Bella Vista weiter. Nach 22 Erstligaeinsätzen (kein Tor) wechselte er Ende August 2012 nach Italien zum AS Bari. Bei den Italienern bestritt er in der Saison 2012/13 lediglich fünf Spiele (kein Tor) in der Serie B. Anfang Januar 2014 kehrte er nach Uruguay zurück. In der Clausura 2014 war dort der Erstligist Cerro Largo FC aus dem Ostteil des Landes sein Arbeitgeber. 15 Ligaeinsätze (ein Tor) weist die Statistik für ihn bei der Mannschaft aus, die am Saisonende in die Segunda División abstieg. Zur Apertura 2014 wechselte er zum Erstligaaufsteiger Rampla Juniors. In der Apertura 2014 wurde er 13-mal (zwei Tore) in der höchsten uruguayischen Spielklasse eingesetzt. Mitte Januar 2015 wechselte er nach Argentinien zum Club Atlético Temperley. Dort lief er in 21 Erstligaspielen (ein Tor) und einer Partie (kein Tor) der Copa Argentina auf. In den ersten Januartagen des Jahres 2016 schloss er sich dem Erstligisten Liverpool Montevideo an. Für die Montevideaner absolvierte er saisonübergreifend 47 Erstligapartien (vier Tore) und zwei Begegnungen (kein Tor) in der Copa Sudamericana 2017.
Ab September 2017 trat Aprile für den Guillermo Brown in Argentinien an, wo er bis Jahresende noch neun Ligaspiele bestritt. In die Saison 2018 startete er für El Tanque Sisley, kam hier aber zu keinen Einsätzen. Noch im selben Jahr war bei CA Atenas (San Carlos) und in Italien bei US Massese 1919. Zu Jahresanfang 2019 unterschrieb er in Brasilien beim EC Juventude. 2020 bis 2021 soll Aprile beim FC Viterbo unter Vertrag gestanden haben. 2021 war er bei CSD Villa Española aktiv und zuletzt 2022 beim Deutschen Fussball Klub.

### Nationalmannschaft
Aprile war Mitglied der von Ángel Castelnoble und Gustavo Ferrín trainierten uruguayischen U-16-Auswahl, die bei der U-16-Südamerikameisterschaft 2004 in Paraguay teilnahm und den vierten Platz belegte. Mit der U-17-Nationalmannschaft Uruguays wurde er ebenfalls unter Ferrín bei der U-17-Südamerikameisterschaft 2005 in Venezuela Vize-Südamerikameister.